# Irena Szybiak
Irena Szybiak (1940-2025) – polska pedagog, historyk wychowania, dr hab., profesor  i kierownik Zakładu Historii Oświaty i Wychowania Wydziału Pedagogicznego Uniwersytetu Warszawskiego.

## Życiorys
Rozpoczęła pracę naukową 1 sierpnia 1962 w Pracowni Dziejów Oświaty PAN, kierowanej przez prof. dr. hab. Łukasza Kurdybachę. Obszarem Jej zainteresowań stał się okres Oświecenia i działalność Komisji Edukacji Narodowej. Rozpoczęła badania archiwalne nad szkolnictwem Wielkiego Księstwa Litewskiego. Brała także udział w przygotowaniu syntezy powszechnej historii wychowania. Jej autorstwa są dwa rozdziały podręcznika Historii wychowania, pod redakcją Łukasza Kurdybachy: Francuska myśl pedagogiczna w okresie rewolucji burżuazyjnej (t. I, PWN, Warszawa 1965) i Koncepcja szkoły pracy Georga Kerschensteinera (t. II, PWN, Warszawa 1967).
W 1968 roku Irena Szybiak rozpoczęła pracę na Wydziale Pedagogicznym Uniwersytetu Warszawskiego, w Katedrze Historii Oświaty i Wychowania, którą kierował prof. Kurdybacha. Pod jego opieką naukową przygotowała rozprawę doktorską Szkolnictwo Komisji Edukacji Narodowej w Wielkim Księstwie Litewskim, którą obroniła 17 grudnia 1971 roku, a 11 stycznia 1972 Rada Wydziału Psychologii i Pedagogiki UW nadała jej tytuł doktora nauk humanistycznych. W swych dalszych badaniach kontynuowała problematykę Komisji Edukacji Narodowej. Z okazji jubileuszu dwustulecia Komisji w 1973 roku uczestniczyła w pracach komitetu obchodów tej rocznicy i pod kierunkiem profesorów Stanisława Lorentza i Bogusława Leśnodorskiego opracowywała wystawę w Muzeum Narodowym w Warszawie o Komisji i epoce Oświecenia.
W następnych latach Irena Szybiak pogłębiała wiedzę o Komisji Edukacji Narodowej i przygotowała rozprawę habilitacyjną Nauczyciele szkół średnich Komisji Edukacji Narodowej (Zakład Narodowy im. Ossolińskich, 1980). Recenzentami pracy byli uznani historycy wychowania: prof. dr hab. Kamilla Mrozowska, prof. dr hab. Jerzy Maternicki i prof. dr hab. Józef Miąso. Stopień doktora habilitowanego nauk humanistycznych Rada Naukowa Instytutu Pedagogiki Wydziału Psychologii i Pedagogiki UW nadała Jej 26 czerwca 1979. 
Po uzyskaniu habilitacji Irena Szybiak zaangażowała się prace organizacyjne Wydziału Pedagogicznego UW: w latach 1979-1981 była wicedyrektorem Instytutu Pedagogiki, w latach 1981-1987 – prodziekanem Wydziału Pedagogicznego, a w latach 1987-1993 – dziekanem tego Wydziału.
13 czerwca 2016  nadano jej tytuł profesora w zakresie nauk społecznych. 
Była profesorem i kierownikiem Zakładu Historii Oświaty i Wychowania Wydziału Pedagogicznego Uniwersytetu Warszawskiego (1991-2013) oraz prorektorem w Akademii Humanistycznej im. Aleksandra Gieysztora w Pułtusku. 
Zmarła 13 marca 2025 w Warszawie.